# Atomszőke
Az Atomszőke (eredeti cím: Atomic Blonde)  2017-ben bemutatott amerikai akcióthriller, David Leitch elsőfilmes rendezése. A forgatókönyvet Kurt Johnstad írta, Antony Johnston és  Sam Hart 2012-es The Coldest City című képregényéből. A főbb szerepekben (a koproducerként is közreműködő) Charlize Theron, James McAvoy, John Goodman, Til Schweiger, Eddie Marsan, Sofia Boutella és Toby Jones látható. A film forgatása 2015. november 22-én kezdődött Budapesten, később pedig Berlinben folytatódott.
Az Amerikai Egyesült Államokban 2017. július 28-án mutatták be a mozikban. Magyarországon július 27-én debütált szinkronizálva a Freeman Film forgalmazásában. A film általánosságban vegyes véleményeket kapott a kritikusoktól.

## Cselekmény
1989-ben, a berlini fal leomlásának előestéjén James Gasciogne MI6-ügynököt Jurij Baktyin KGB-ügynök agyonlövi. Ellopja tőle a karórájába rejtett, mikrofilmen rögzített listát, amely tartalmazza a Szovjetunió minden aktív ügynökének nevét. Másnap Lorraine Broughtont (Charlize Theron) az MI6 legfelsőbb szintű kémjét felettese, Eric Gray és a CIA ügynöke, Emmett Kurzfeld Berlinbe küldi egy küldetésre. Feladata visszaszerezni a listát és likvidálni Satchel kettős ügynököt, aki évek óta rengeteg hírszerzési adatot szállít a szovjeteknek, és elárulta Gasciogne-t. A megérkező Lorraine-t azonnal megtámadja néhány KGB-ügynök. Lorraine ekkor találkozik a fő kapcsolattartójával, David Percival ügynökkel. Miután a nő nem találja meg a közvetlen vezetőt, felfedez egy képet róla és Percivalról, majd megtámadja a német rendőrség, akiket ártalmatlanná tesz. Hamar rájön, hogy Percival volt az egyedüli, aki tudta, Gascoigne lakásába fog menni, ezért azt gyanítja, ő valójában Satchel. Lorraine kapcsolatba lép egy naiv francia ügynökkel, Delphine Lasalle-lel.
Baktyin kijelenti, hogy a listát már eladta a legmagasabb összeget kínáló vevőjének. Miután ezt megbeszélték, Percival megöli őt és magához veszi a listát. Ezután találkozik Bremovics-csal, hogy gondoskodjon a lista nyugodt átvételéről, amelyet Lasalle titokban lefotóz.

## Szereplők
| Szerep                                                         | Színész          | Magyar hang    |
| -------------------------------------------------------------- | ---------------- | -------------- |
| Lorraine Broughton MI6-ügynök                                  | Charlize Theron  | Létay Dóra     |
| David Percival MI6-ügynök, berlini állomásvezető               | James McAvoy     | Hevér Gábor    |
| Emmett Kurzfeld CIA-ügynök                                     | John Goodman     | Papp János     |
| Delphine Lasalle francia titkosügynök                          | Sofia Boutella   | Pálmai Anna    |
| Spyglass volt Stasi ügynök                                     | Eddie Marsan     | Magyar Attila  |
| Eric Gray, Broughton MI6-es vezetője                           | Toby Jones       | Scherer Péter  |
| "C", az MI6 vezetője                                           | James Faulkner   | Beregi Péter   |
| Alekszander Bremovics, orosz-német milliárdos fegyverkereskedő | Roland Møller    | Végh Péter     |
| Merkel, Broughton MI6 küldetés asszisztense                    | Bill Skarsgård   | Borbíró András |
| Órás, az MI6 szövetségese                                      | Til Schweiger    |                |
| Bremovics embere                                               | Daniel Bernhardt |                |
| Határőr                                                        | Árpa Attila      | saját hangján  |

## Fogadtatás
A film vegyes kritikákat kapott. A Metacritic oldalán a film értékelése 63% a 100-ból, 44 vélemény alapján. A Rotten Tomatoeson az Atomszőke 75%-os minősítést kapott, 145 értékelés alapján.